# SC Genus
Sport Club Genus Rondoniense – brazylijski klub piłkarski z siedzibą w mieście Porto Velho, stolicy stanu Rondônia.

## Osiągnięcia
- Wicemistrz stanu Rondônia: 1999

## Historia
Klub założony został 15 listopada 1981 roku pod początkową nazwą Sport Club Genus de Porto Velho. W 2006 zmieniono nazwę na Sport Club Genus Rondoniense.